# Ocean Eyes
Ocean Eyes (Eigenschreibweise: ocean eyes) ist ein Lied der US-amerikanischen Sängerin Billie Eilish.

## Hintergrund
Billies Bruder Finneas schrieb dieses Lied ursprünglich für seine eigene Band, gab es jedoch an Billie weiter. – Ihr Tanzlehrer (im Tanzstudio Revolution Dance Center an der Honolulu Avenue in Los Angeles) Fred Diaz bat sie, ein Lied für eine Tanzübung zu schreiben und zu singen.
Das Lied wurde am 18. November 2015 auf SoundCloud veröffentlicht und verbreitete sich viral. Billie war damals 13 Jahre alt.

„Neben dem Singen bin ich auch eine Tänzerin. Ich tanze seit meinem achten Lebensjahr. [...] Wir stellten es (Anmerkung: das Lied) mit einem kostenlosen Download-Link online, damit mein Tanzlehrer darauf zugreifen konnte. Wir hatten gar keine Hintergedanken dabei, aber sozusagen über Nacht hörten es etliche Menschen und sie teilten den Song,“

erzählte Billie Eilish Anfang 2017 in einem Interview der Zeitschrift Teen Vogue.
Durch zahlreiche Aufrufe dieses Lieds wurde Interscope Records auf die Sängerin aufmerksam, und sie wurde unter Vertrag genommen. Finneas trat daraufhin bei all ihren Veröffentlichungen als Produzent und Co-Songwriter in Erscheinung.
Unter dem Label Interscope Records wurde das Lied am 18. November 2016 als Single wiederveröffentlicht. Am 11. September 2018 wurde die Single mit Platin für 1 Million verkaufte Exemplare in den USA ausgezeichnet.

## Kommerzieller Erfolg

### Chartplatzierungen
| ChartsChartplatzierungen       | Höchstplatzierung | Wochen |
| ------------------------------ | ----------------- | ------ |
| Vereinigte Staaten (Billboard) | 84 (20 Wo.)       | 20     |
| Vereinigtes Königreich (OCC)   | 72 (3 Wo.)        | 3      |

### Auszeichnungen für Musikverkäufe
| Land/Region                  | Auszeichnungen für Musikverkäufe (Land/Region, Auszeichnung, Verkäufe) | Verkäufe  |
| ---------------------------- | ---------------------------------------------------------------------- | --------- |
| Australien (ARIA)            | 10× Platin                                                             | 700.000   |
| Brasilien (PMB)              | 2× Platin                                                              | 120.000   |
| Dänemark (IFPI)              | 5× Platin · + 2× Platin (Blackbear Remix)                              | 405.000   |
| Deutschland (BVMI)           | Gold                                                                   | 200.000   |
| Finnland (IFPI)              | Gold                                                                   | 20.000    |
| Frankreich (SNEP)            | Diamant                                                                | 333.333   |
| Italien (FIMI)               | Platin                                                                 | 70.000    |
| Kanada (MC)                  | 9× Platin                                                              | 720.000   |
| Mexiko (AMPROFON)            | 2× Diamant · + 4× Platin                                               | 840.000   |
| Neuseeland (RMNZ)            | 7× Platin                                                              | 210.000   |
| Norwegen (IFPI)              | Gold                                                                   | 30.000    |
| Österreich (IFPI)            | 2× Platin                                                              | 60.000    |
| Polen (ZPAV)                 | 3× Platin                                                              | 150.000   |
| Portugal (AFP)               | 2× Platin                                                              | 20.000    |
| Schweiz (IFPI)               | 2× Platin                                                              | 40.000    |
| Spanien (Promusicae)         | Platin                                                                 | 60.000    |
| Vereinigte Staaten (RIAA)    | 3× Platin                                                              | 3.000.000 |
| Vereinigtes Königreich (BPI) | 3× Platin                                                              | 1.800.000 |
| Insgesamt                    | 3× Gold · 56× Platin · 3× Diamant ·                                    | 9.023.333 |

Hauptartikel: Billie Eilish/Auszeichnungen für Musikverkäufe